# Geertruida Stotijn-Molenaar
Geertruida Stotijn-Molenaar (Leeuwarden, 20 april 1889-Den Haag, 17 april 1954) was een Nederlands sopraan.
Geertruida Molenaar, koosnaam Truitje, was dochter van kantoorbediende/kassier Pieter Molenaar en Anske Engelina Helena Vergonet. Broer Sikke Molenaar was jarenlang hoboïst bij de Arnhemse Orkest Vereniging, broers Piet en Kerst Molenaar waren koordirigenten. Piet Molenaar, zoon van Kerst, werd cellist bij het Residentie Orkest en het Brabants Orkest.
Ze trouwde, nog wonende in Sneek, in 1912 met studerend hoboïst Jaap Stotijn. Zoon Haakon Stotijn en dochter Ellen Nicasie verdienden hun geld eveneens in de muziek.
Geertruida Molenaar studeerde aan het Haags conservatorium waar ze haar man leerde kennen. Haar loopbaan speelde zich voornamelijk af in en rond Den Haag. Ze trad daarbij wel op als solist in het Kurhaus en met het Residentie Orkest. Zo zong ze op 16 november 1938 de zangpartij in de Vierde symfonie van Gustav Mahler.